# Republik der Strolche (Roman)
Republik der Strolche (russisch Республика Шкид Respublika Schkid) ist ein teilweise autobiographischer Erziehungsroman von Leonid Pantelejew und Grigori Georgijewitsch Belych aus dem Jahr 1927. Der Roman handelt von einer Gruppe Straßenkindern, die aus verschiedenen Gründen an die Petrograder Schulkommune namens Dostojewski (SchKID) gebracht wurden, um dort umerzogen bzw. resozialisiert und ausgebildet zu werden.

## Hintergrund

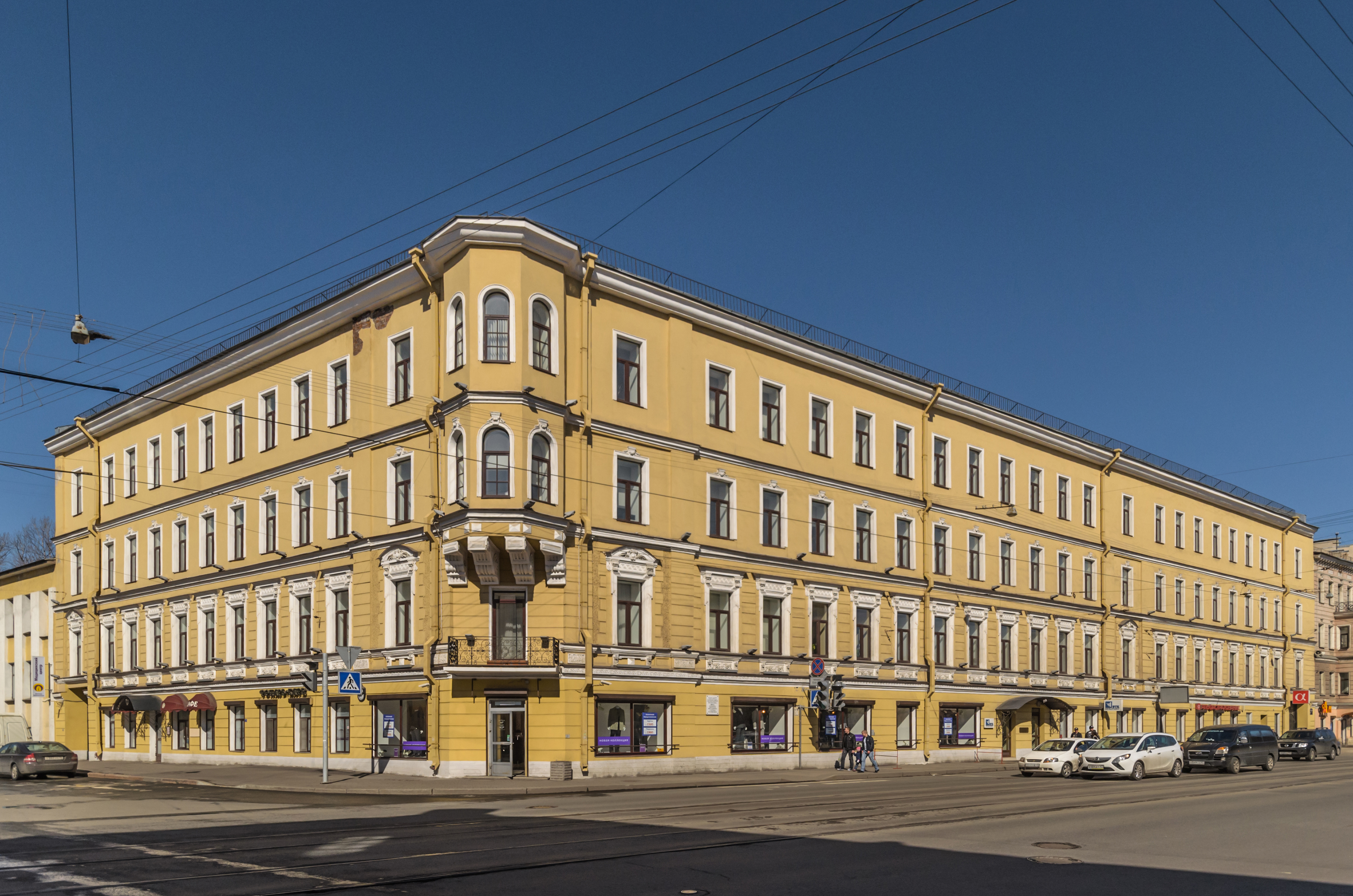
Das Gebäude der SchKID am ehemaligen Prospekt der Jungen Proletarier, Petrograd (seit 1991: Staro-Petergofski Prospekt Nr. 19, Sankt Petersburg)

Der Erste Weltkrieg, die Oktoberrevolution, der nachfolgende Russische Bürgerkrieg und die Hungersnot 1921–1922 brachten in der UdSSR Millionen verwaiste, ausgesetzte, evakuierte und vagabundierende Jugendliche hervor. Viele von ihnen hielten sich mit Betteln, Hausieren, Prostitution und Diebstahl am Leben. Die SchKID (russisch ШКИД, Akronym für die Школа-коммуна имени Достоевского, 1920–1925) war auf die soziale und individuelle Ausbildung obdachloser und schwer erziehbarer Jugendlicher spezialisiert. Die späteren Autoren Pantelejew und Belych trafen sich Anfang der 1920er als Schüler an der SchKID. Inspiriert durch die Werke Maxim Gorkis und angeregt von Samuil Jakowlewitsch Marschak verarbeiteten sie ihre Erlebnisse 1926 zu einem Jugendbuch. Der Roman wurde von Publikum und Kritik begeistert aufgenommen, u. a. auch von Maxim Gorki. Anderseits beklagten sich die Bildungspolitikerin Nadeschda Konstantinowna Krupskaja und der Pädagoge Anton Semjonowitsch Makarenko über die respektlose Darstellung der Lehrer und das negative Licht, das der Roman auf das Bildungswesen der jungen UdSSR warf.
Nichtsdestotrotz wurde Republik SchKID eine Dekade lang alljährlich neu aufgelegt – bis Belych 1935 unter dem Vorwurf konterrevolutionärer Tätigkeit (Artikel 58 Absatz 10 des Strafgesetzbuches der RSFSR) festgenommen und verurteilt wurde. Erst nach seiner Rehabilitation wurde das vergriffene Buch (auf Anregung von Lidija Kornejewna Tschukowskaja hin) ab 1962 wieder in der UdSSR aufgelegt.
Der Roman wurde in zahlreiche Sprachen übersetzt. 1966 wurde er unter der Regie von Gennadi Poloka verfilmt. 2013 nahm ihn das Ministerium für Bildung und Wissenschaft der Russischen Föderation in die offizielle Leseempfehlungsliste 100 Bücher für Schüler auf.

## Ausgaben
- Grigori Bjelych, Leonid Pantelejew: Die Republik der Strolche. Übersetzung aus dem Russischen von Liselotte Remané. Neues Leben, Berlin 1959, 1960, 1967, 1984, 2005, ISBN 3-355-01700-0.
- Schkid. Die Republik der Strolche. Übersetzung aus dem Russischen von Maria Einstein. Verlag der Jugendinternationale, Berlin 1929 (erste deutsche Ausgabe) Digitalisat
- Республика Шкид auf lib.ru (russisch, Originaltext)

## Verfilmung
- 1966: Republik der Strolche (Республика ШКИД)